# Okręg wyborczy województwo suwalskie do Senatu Rzeczypospolitej Polskiej
Okręg wyborczy województwo suwalskie do Senatu Rzeczypospolitej Polskiej obejmował w latach 1989–2001 obszar województwa suwalskiego. Wybierano w nim 2 senatorów, przy czym w latach 1989–1991 obowiązywała zasada większości bezwzględnej, zaś w latach 1991–2001 większości względnej.
Powstał w 1989 wraz z przywróceniem instytucji Senatu. Zniesiony został w 2001, na jego obszarze utworzono nowe okręgi nr 23 i 34.
Siedzibą okręgowej komisji wyborczej były Suwałki.

## Reprezentanci okręgu
| Rok  | Senator komitet wyborczy                      | Senator komitet wyborczy                      | Senator komitet wyborczy                      | Senator komitet wyborczy                             |
| ---- | --------------------------------------------- | --------------------------------------------- | --------------------------------------------- | ---------------------------------------------------- |
| 1989 |                                               | Andrzej Wajda                                 |                                               | Stanisław Bernatowicz                                |
| 1991 |                                               | Leszek Lewoc Wyborcza Akcja Katolicka         |                                               | Zbigniew Filipkowski Kongres Liberalno-Demokratyczny |
| 1993 |                                               | Tomasz Romańczuk Sojusz Lewicy Demokratycznej |                                               | Wacław Strażewicz Polskie Stronnictwo Ludowe         |
| 1997 | Wiesław Pietrzak Sojusz Lewicy Demokratycznej |                                               | Zygmunt Ropelewski Akcja Wyborcza Solidarność |                                                      |
| 2001 | okręg zniesiony, patrz okręgi nr 23 i 34      | okręg zniesiony, patrz okręgi nr 23 i 34      | okręg zniesiony, patrz okręgi nr 23 i 34      | okręg zniesiony, patrz okręgi nr 23 i 34             |

## Wyniki wyborów
Symbolem „●” oznaczono senatorów ubiegających się o reelekcję.

### Wybory parlamentarne 1989
| Kandydat                                                          | Głosów  | %     |
| ----------------------------------------------------------------- | ------- | ----- |
| Andrzej Wajda                                                     | 105 407 | 66,64 |
| Stanisław Bernatowicz                                             | 93 857  | 59,34 |
| Tadeusz Szaciło                                                   | 20 840  | 13,18 |
| Stanisław Śpiewak                                                 | 14 787  | 9,35  |
| Stanisław Tołwiński                                               | 6155    | 3,89  |
| Józef Gąsowski                                                    | 6034    | 3,81  |
| Romuald Witkowski                                                 | 5381    | 3,40  |
| Jerzy Pawłowski                                                   | 4821    | 3,05  |
| Jan Czuper                                                        | 4156    | 2,63  |
| Jan Kamiński                                                      | 4079    | 2,58  |
| Jerzy Sowulewski                                                  | 3774    | 2,39  |
| Stanisław Kulikowski                                              | 3630    | 2,30  |
| Paweł Piwnicki                                                    | 3428    | 2,17  |
| Andrzej Todorski                                                  | 3116    | 1,97  |
| Edward Dzięgiel                                                   | 2692    | 1,70  |
| Liczba głosów ważnych: 158 167 Źródło: Państwowa Komisja Wyborcza |         |       |

### Wybory parlamentarne 1991
| Kandydat                                              | Kandydat             | Komitet wyborczy                             | Głosów |
| ----------------------------------------------------- | -------------------- | -------------------------------------------- | ------ |
|                                                       | Leszek Lewoc         | Wyborcza Akcja Katolicka                     | 37 198 |
|                                                       | Zbigniew Filipkowski | Kongres Liberalno-Demokratyczny              | 27 223 |
|                                                       | Franciszek Wasik     | Unia Demokratyczna                           | 26 595 |
|                                                       | Andrzej Śmietanko    | Polskie Stronnictwo Ludowe Sojusz Programowy | 26 047 |
|                                                       | Zygmunt Cieciuch     | Polskie Stronnictwo Ludowe Sojusz Programowy | 23 849 |
|                                                       | Józef Bućwiński      | KW Inicjatywa Obywatelska w Olecku           | 18 979 |
|                                                       | Józef Skrodzki       | Sojusz Lewicy Demokratycznej                 | 17 336 |
|                                                       | Jan Wyganowski       | Sojusz Lewicy Demokratycznej                 | 17 344 |
| Frekwencja: 35,02% Źródło: Państwowa Komisja Wyborcza |                      |                                              |        |

### Wybory parlamentarne 1993
| Kandydat                                              | Kandydat              | Komitet wyborczy                                      | Głosów |
| ----------------------------------------------------- | --------------------- | ----------------------------------------------------- | ------ |
|                                                       | Tomasz Romańczuk      | Sojusz Lewicy Demokratycznej                          | 32 424 |
|                                                       | Wacław Strażewicz     | Polskie Stronnictwo Ludowe                            | 31 836 |
|                                                       | Krzysztof Marcińczyk  | Unia Pracy                                            | 26 128 |
|                                                       | Zygmunt Ropelewski    | Niezależny Samorządny Związek Zawodowy „Solidarność”  | 18 420 |
|                                                       | Czesław Jakubowicz    | Konfederacja Polski Niepodległej                      | 16 463 |
|                                                       | Leokadia Bogdanowicz  | KW Spółdzielni Mieszkaniowych Województwa Suwalskiego | 16 086 |
|                                                       | Leon Żero             | KW Suwalsko-Mazurskie Porozumienie Niezależnych       | 15 714 |
|                                                       | Franciszek Wasik      | Unia Demokratyczna                                    | 15 331 |
|                                                       | Marek Kłoczko         | KW Kandydata na Senatora Marka Kłoczko                | 14 538 |
|                                                       | Leszek Lewoc●         | Zjednoczenie Chrześcijańsko-Narodowe                  | 14 006 |
|                                                       | Wiktor Raczkowski     | Bezpartyjny Blok Wspierania Reform                    | 13 178 |
|                                                       | Zenon Dziedzic        | Katolickie Towarzystwo Służby Dzieciom                | 11 880 |
|                                                       | Łukasz Czuma          | KW Biało-Czerwony w Suwałkach                         | 9524   |
|                                                       | Zdzisław Fadrowski    | „Zjednoczenie Polskie”                                | 8632   |
|                                                       | Zbigniew Filipkowski● | KW Regionalna Inicjatywa Wyborcza                     | 8306   |
|                                                       | Edward Przytuła       | Niezależny KW z siedzibą w Białej Piskiej             | 7745   |
| Frekwencja: 45,89% Źródło: Państwowa Komisja Wyborcza |                       |                                                       |        |

### Wybory parlamentarne 1997
| Kandydat                                              | Kandydat              | Komitet wyborczy                            | Głosów |
| ----------------------------------------------------- | --------------------- | ------------------------------------------- | ------ |
|                                                       | Zygmunt Ropelewski    | Akcja Wyborcza Solidarność                  | 45 298 |
|                                                       | Wiesław Pietrzak      | Sojusz Lewicy Demokratycznej                | 35 280 |
|                                                       | Marek Domagała        | Ruch Odbudowy Polski                        | 31 110 |
|                                                       | Mirosław Drzażdżewski | Unia Wolności                               | 18 107 |
|                                                       | Wacław Strażewicz●    | Polskie Stronnictwo Ludowe                  | 16 436 |
|                                                       | Jan Mocarski          | Krajowa Partia Emerytów i Rencistów         | 15 552 |
|                                                       | Mieczysław Guz        | Społeczny GW Giżycko                        | 13 811 |
|                                                       | Wacław Olszewski      | KW „Więcej Samorządności - Więcej Wolności” | 13 736 |
|                                                       | Andrzej Soroka        | KW Suwalsko-Augustowsko-Mazurski            | 11 311 |
|                                                       | Tomasz Romańczuk      | KW Tomasza Romańczuka                       | 10 661 |
|                                                       | Jarosław Palczewski   | Niezależny KW Ełk                           | 10 231 |
|                                                       | Stanisław Tołwiński   | Suwalski Okręgowy Związek Żeglarski         | 9706   |
|                                                       | Leon Żero             | KW Leona Żero                               | 7735   |
|                                                       | Sławomir Dawidowski   | Narodowe Odrodzenie Polski                  | 2157   |
| Frekwencja: 40,81% Źródło: Państwowa Komisja Wyborcza |                       |                                             |        |